# Cuchillo bayoneta
Un cuchillo bayoneta es un cuchillo que se puede utilizar como una bayoneta, cuchillo de combate, cuchillo utilitario, herramienta o arma de corte. El cuchillo bayoneta se convirtió en el tipo de bayoneta más habitual en el siglo XX, debido a su versatilidad y eficacia.

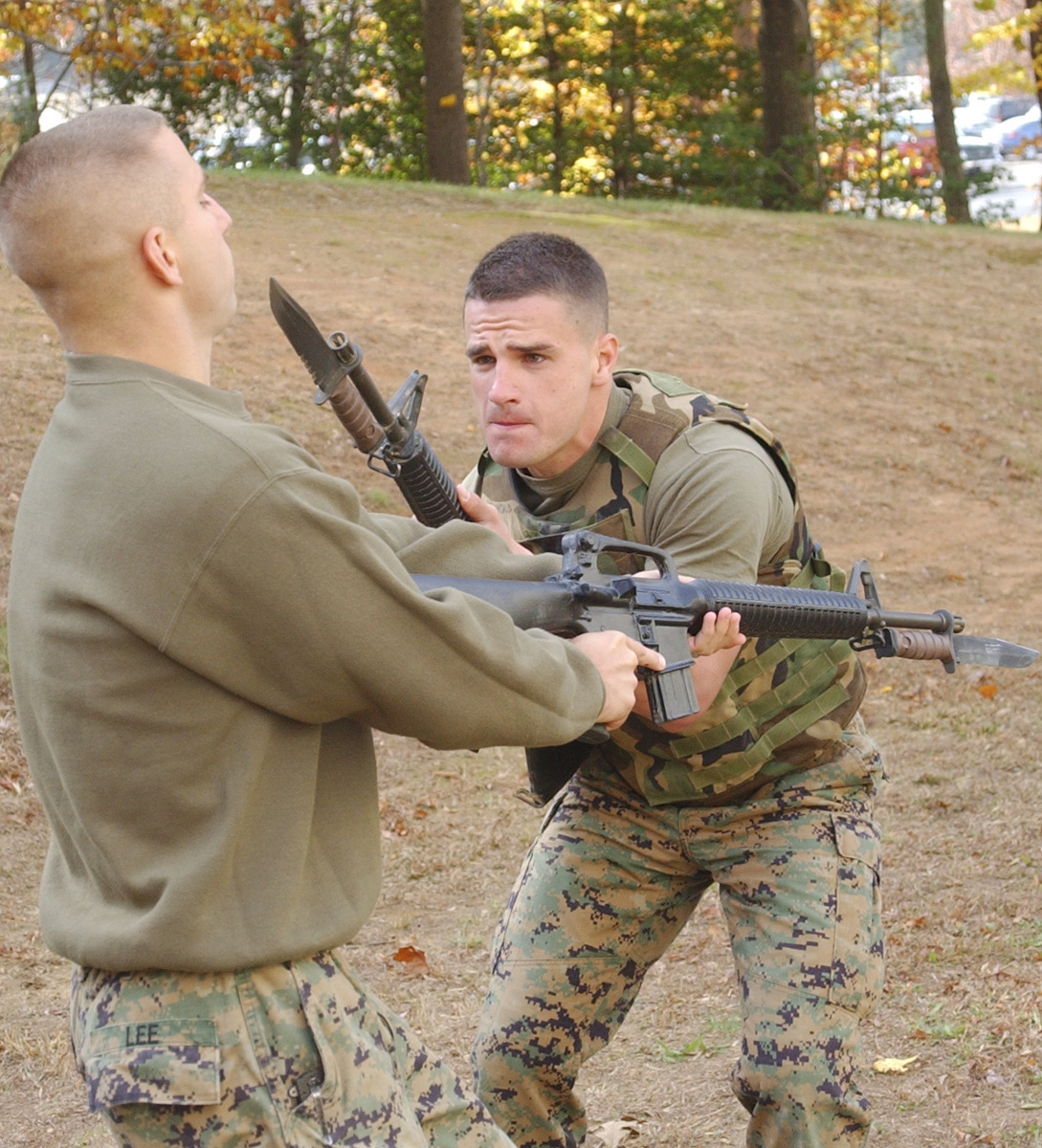
Marines estadounidenses practicando con bayonetas OKC-3S acopladas a sus fusiles de asalto M16.

## Historia
Las bayonetas espada resultaban poco efectivas cuando eran separadas del fusil, y eran poco eficaces en la guerra de trincheras. Aunque eran usadas habitualmente, las bayonetas espada demostraron ser armas poco prácticas en la guerra de trincheras, debido en parte a su gran longitud. El primer cuchillo bayoneta de uso generalizado fue el Seitengewehr 1871/84, armado con una hoja de 25,4 cm que se convirtió en la bayoneta de la infantería alemana en 1884. Una arma derivada de esta, la Seitengewehr 1884/98, continuó en uso en Alemania hasta 1945.

## Descripción y características

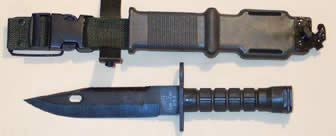
Bayoneta M9.

Los cuchillos bayoneta, son principalmente cuchillos de combate, o cuchillos utilitarios, equipados con un anillo, para sujetar la bayoneta a un arma de fuego, tal como un fusil de asalto, o un fusil de combate. Casi todas las bayonetas actuales, son cuchillos bayoneta, diseñados para ser usados en combate cuerpo a cuerpo, y como cuchillos utilitarios. Algunos tienen los bordes posteriores dentados, para mejorar su utilidad de corte, y poder usarlos como cortadores de alambre de púas (cuando se usan junto con un accesorio, normalmente la funda del arma). Los cuchillos bayoneta modernos, tienen hojas de unos (20,3 cm) de largo por (3,81 cm) de ancho. Los cuchillos bayoneta han sido templados para ofrecer una mayor durabilidad, y no doblarse ni romperse, ya que este era a menudo el problema de las bayonetas espada, ya que estas eran armas más largas y delgadas que un cuchillo convencional.